# 천국의 땅
"천국의 땅"(The Land Of Heaven)은 한국에서 제작된 방규식 감독의 1990년 멜로/로맨스 영화이다. 나영희 등이 주연으로 출연하였고 방규식 등이 제작에 참여하였다.

## 출연

### 주연
- 나영희
- 진영미
- 김기섭

## 기타
- 원작자: 방규식
- 조명: 손영철
- 녹음: 손인호